# Стредне Плахтінце
Стредне Плахтінце (словац. Stredné Plachtince) — село, громада в окрузі Вельки Кртіш, Банськобистрицький край, центральна Словаччина, історичний регіон Гонт. Кадастрова площа громади — 20,88 км². Населення — 592 особи (за оцінкою на 31 грудня 2017 року).

## Історія
Перша згадка 1473 року.

## Населення
| Рік:            | 1994. | 2004.   | 2014.   | 2024.   |
| --------------- | ----- | ------- | ------- | ------- |
| Кількість осіб: | 613   | 623     | 609     | 599     |
| Різниця:        |       | +1,63 % | -2,24 % | -1,64 % |

| Рік:            | 2023. | 2024.   |
| --------------- | ----- | ------- |
| Кількість осіб: | 600   | 599     |
| Різниця:        |       | -0,16 % |